# BOOT-onderzoek
Een BOOT-onderzoek is een veelgebruikte onderzoeksstrategie bij specifieke bodemsaneringsgevallen, waarbij BOOT staat voor Besluit opslag in ondergrondse tanks. 
Het bodemonderzoek wordt uitgevoerd ter plaatse van ondergrondse opslagtanks. In het onderzoeksprotocol is aangegeven hoeveel boringen ter plaatse van bijvoorbeeld een brandstoftank verricht moeten worden. Dit aantal is afhankelijk van de inhoud van de tank, aantal tanks en afstand tussen de tanks. Daarnaast zijn er voorschriften opgenomen met betrekking tot het aantal boringen ter plaatse van de vul-, ontluchtings-, en afleverpunten en zijn er voorschriften opgenomen voor het aantal boringen ter plaatse van het ondergrondse leidingenwerk.